# Sinossi
Una sinossi (anche sinopsi; etimologia: dal latino synopsis, "sguardo d'insieme"; dal greco antico σύν?, "con, insieme" e ὄψις, "vista") è una esposizione sintetica e schematica di una materia (una disciplina, una scienza, un periodo storico o letterario, un testo, ecc.) strutturata in maniera che i dati si possano trovare o confrontare tra loro facilmente, ricorrendo qualche volta anche a strumenti quali tavole sinottiche o alla disposizione in colonne parallele.

## Esempi

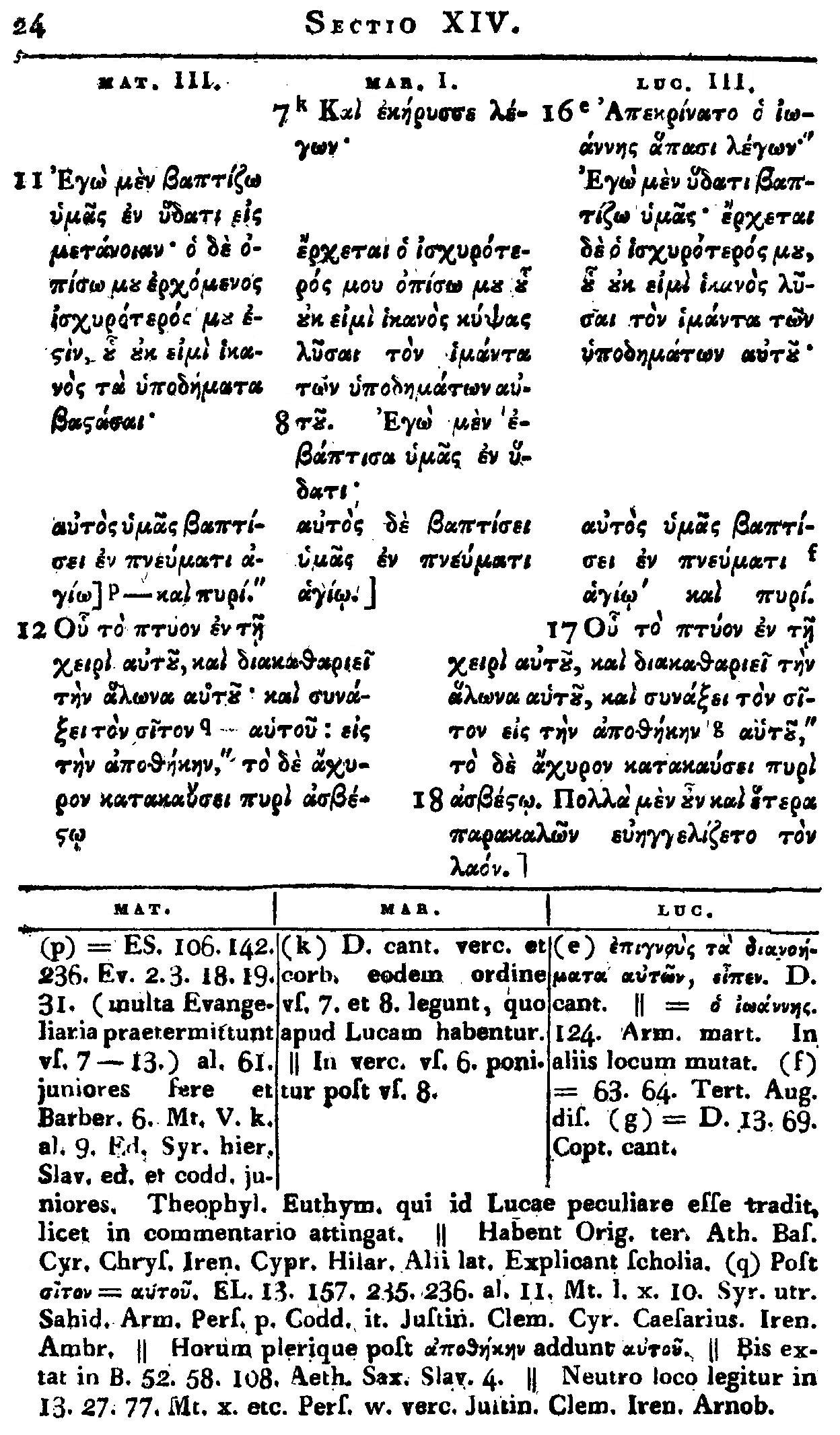
Pagina del Synopsis Evangeliorum del Griesbach, con i testi in greco dei tre Vangeli sinottici disposti in colonne

- sinossi di un testo letterario: compendio o riassunto, di un'opera letteraria, volta ad enucleare la struttura centrale e le sue articolazioni fondamentali[3].
- sinossi di storia: testi storiografici in cui l'esposizione avviene accostando simultaneamente, generalmente in colonne differenti, gli eventi storici di uno stesso periodo, ma avvenuti in luoghi differenti, in modo tale che si offre al lettore un'immediata comparazione e la possibilità di istituire correlazioni, per affinità o per contrasto[4].
- Vangeli sinottici: pubblicazione nella quale i luoghi paralleli dei Vangeli di Matteo, Marco, e Luca sono stampati su tre colonne affiancate[5],
- In ambito cinematografico, è la prima stesura del soggetto di un film, cioè il riassunto brevissimo dell'azione ridotto anche a una sola pagina dattiloscritta, che consente di reperirne agevolmente i nodi principali. In ambito cinematografico è più usata tuttavia la variante sinopsi, per influsso dall'angloamericano synopsis[6].
- Nel gergo militare, è ciascuno dei testi sintetici e di carattere pratico per l'apprendimento delle specifiche discipline previste dal programma di formazione delle Scuole Allievi (ad esempio Ordinamento ed Impiego, Topografia, Tiro, ecc.) o dei singoli corsi specialistici (corso radiofonisti, conduttori di veicoli corazzati, ecc.). Solitamente, considerata la natura formalmente riservata dell'argomento, ogni sinossi viene fornita in prestito all'allievo e ritirata alla conclusione del corso.